# Кегичёвский район
Кегичёвский район (укр. Кегичівський район) — упразднённое административно-территориальное образование в Харьковской области Украины. Административный центр — посёлок городского типа Кегичёвка.

## География
Площадь — 782 км². Район граничит на севере с Нововодолажским, на юге — с Зачепиловским, на востоке — с Первомайским и Сахновщинским, на западе — с Красноградским районами Харьковской области.
Основные реки — Орель, Вшивая, Богатая, Берестовая, Мажарка.

## История
- Район образован весной 1923 года.
- Упразднён 30 декабря 1962 года[4].
- Восстановлен 8 декабря 1966 года[4].

17 июля 2020 года в рамках украинской административно-территориальной реформы по новому делению Харьковской области район был ликвидирован; его территория присоединена к Красноградскому району.

## Демография
Население района составляет 20 562 человека (данные 2019 г.), в том числе в городских условиях проживают 8 596 человек, в сельских — 11 966 человек.

## Административное устройство
Район включает в себя:
| - Поселковых советов: 2 - Сельских советов: 14 | - Посёлков городского типа: 2 - Посёлков: 2 - Сёл: 36 |

### Местные советы
| Кегичевский поселковый совет Чапаевский поселковый совет Андреевский сельский совет Бессарабовский сельский совет Власовский сельский совет Волковский сельский совет Красненский сельский совет Лозовский сельский совет | Мажарский сельский совет Медведевский сельский совет Новопарафиевский сельский совет Павловский сельский совет Парасковеевский сельский совет Россоховатский сельский совет Рояковский сельский совет Шляховский сельский совет |

### Населённые пункты
| с. Александровка с. Александровское с. Андреевка с. Антоновка с. Бессарабовка с. Власовка с. Волковка пос. Вольное с. Высокое с. Гутыревка с. Дальнее с. Зеленая Диброва с. Землянки с. Золотуховка | с. Казацкое с. Калиновка с. Калюжино с. Карабущино пгт Кегичёвка с. Козачьи Майданы с. Кофановка с. Кохановка пос. Красное с. Краснянское с. Крутояровка с. Лозовая с. Мажарка с. Медведевка | с. Новая Парафиевка с. Новоивановка с. Павловка с. Парасковия с. Писаревка с. Рассоховатая с. Рояковка с. Серго пгт Слобожанское с. Софиевка с. Шевченково с. Шляховое |

#### Ликвидированные населённые пункты
| с. Маяк | с. Петровское |  |

## Экономика
Специализируется отрасль на производстве зерновых и технических культур, а также мяса, молока и яиц.
Пищевая промышленность представлена сахарным заводом в пгт. Чапаево.
В районе действуют два цеха по обработке и подготовке семян сельхозкультур — сахарной свеклы (ОАО «Семенное»), подсолнечника, кукурузы, зерновых (Агрофирма «Сады Украины»).

## Транспорт
Через район проходят железная дорога Лозовая-Красноград.
Имеет выезд на дорогу Харьков-Симферополь в 20 км (по направлению к Краснограду).